# Навечерие на Втората световна война в Азия
Навечерието на Втората световна война в Азия е период на продължаваща политическа нестабилност в Китай и засилващи се империалистически настроения в Япония. Той достига своя връх през 1937 година с началото на Втората китайско-японска война, смятана от някои автори и за начало на самата Втора световна война.
След Първата световна война в Китай Гоминданът предприема обединителна кампания срещу местните военачалници и към средата на 20-те години на ХХ век номинално обединява страната, но скоро е въвлечен в гражданска война с доскорошните си съюзници от Китайската комунистическа партия и нови местни военачалници. През 1931 година все по-милитаризиращата се Японска империя, която от дълго време се стреми към влияние в Китай като първа стъпка към осъществяването на своето „право да владее Азия“, инсценира Мукденския инцидент като претекст за интервенция в Манджурия и за създаването на марионетната държава Манджоу-Го.
Китай се обръща към Обществото на народите, за да спре японската окупация на Манджурия, но осъдителният доклад на Обществото на народите само кара Япония да напусне организацията. След поредица от сблъсъци между двете страни – в Шанхай, Жъхъ и Хъбей, през 1933 година е подписано Примирието от Тангу. През следващите години китайски доброволци продължават съпротивата срещу японците в Манджурия и Чахар и Суйюен. След Сианския инцидент през 1936 година, Гоминданът и комунистите договарят примирие, създавайки обединен фронт за борба срещу Япония.